# Chorbane
Chorbane  (arabă شربان) este un oraș în Guvernoratul Mahdia, Tunisia. În 2004 avea 5849 de locuitori.